# Christian Overby
Christian Overby, född 23 augusti 1985, är en dansk fotbollsspelare spelar för FC Hjørring (mittfältare).
Han har tidigare spelat för Viborg FF i Superligaen, och Hobro IF i första Division.